# Карпов, Евтихий Павлович
Евти́хий Па́влович Ка́рпов (25 октября [6 ноября] 1857, Карачев, Орловская губерния — 3 января 1926, Ленинград) — русский драматург, заслуженный режиссёр Республики (1921).

## Биография
Родился 25 октября (6 ноября по новому стилю), по другим источникам 7 ноября (19 ноября по новому стилю) 1857 года в Карачеве в семье почтмейстера.
Образование получил в Константиновском межевом институте; был затем пахарем, служил юнгой на волжском буксирном пароходе; замешанный в политическое дело, провёл начало 1880-х годов в административной ссылке.
Написал драмы: «Тяжелая доля», «На земской ниве», «Чары любви», «Житье привольное», «Сумерки», «Ранняя осень», «Рабочая слободка»; комедии «Вольная пташка», «Крокодиловы слезы», «На развалинах прошлого», «Жрица искусства», «Рай земной». Эти пьесы Карпова печатались в журналах («Русское богатство», «Артист» и других) и изданы почти все театральной библиотекой С. Рассохина в Москве. Писал также повести: «На пахоте» («Русская мысль», 1892 г., 4-7), «Чариков» («Русское богатство», 1892, IV).
С 1892 года Карпов — режиссёр Санкт-Петербургского «Невского общества устройства народных развлечений»: зимой ставил спектакли для рабочих, летом устраивал для них же народные гулянья. С 1 мая 1896 года по 10 октября 1900 года — главный режиссёр русской драматической труппы в Санкт-Петербурге.
Скончался в Ленинграде 3 января 1926 года. Похоронен на Никольском кладбище Александро-Невской лавры, по завещанию — невдалеке от могилы великой русской актрисы В. Ф. Комиссаржевской (умерла в 1910 году). В 1936 г. перезахоронен в Некрополе мастеров искусств.

### Семья
- сын — Владимир Евтихиевич Карпов (1880 —1938), театральный актёр и режиссёр, в 1936 году, работая в Русском драматическом театре в Ашхабаде, был арестован по обвинению по статье 58-10 УК РСФСР и через два года расстрелян[4][5].

- внук — Марк Владимирович Карпов (1911— ?), актёр, окончил театральную школу Алексея Дикого, многократно арестовывался за антисоветские настроения, погиб в штрафной роте во время Великой Отечественной войны. Реабилитирован в 1995 году.